# Reunificación alemana

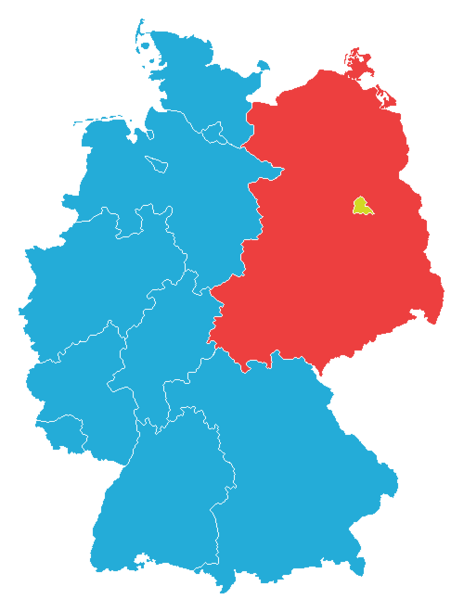
Mapa de la división alemana tras 1957:
Alemania Occidental.
Alemania Oriental (incluido Berlín Oriental).
Berlín Occidental (enclave de Alemania Occidental).

El término reunificación alemana (en alemán: Deutsche Wiedervereinigung) se refiere a los cambios políticos y sociales acontecidos durante 1989 y 1990 en Alemania, que concluyeron en la adhesión de la antigua República Democrática Alemana (RDA) bajo la jurisdicción de la República Federal de Alemania (RFA). El proceso dio como resultado una sola Alemania.
Las reformas políticas y económicas impulsadas por el presidente de la Unión Soviética, Mijaíl Gorbachov, y la transición democrática en otros países de Europa Oriental tuvieron como consecuencia indirecta el éxodo migratorio hacia la RFA a través de Checoslovaquia y Hungría, y la posterior inestabilidad social en la RDA. Estos eventos forzaron la dimisión del Politburó del Partido Socialista Unificado de Alemania (SED), que luego fue ilegalizado. También propiciaron la apertura de las fronteras entre las Alemanias, lo que desencadenó la caída del Muro de Berlín el 9 de noviembre de 1989. 
Los prerrequisitos internos de la reunificación los estipuló el Programa de los Diez Puntos, que perseguía la democratización y la estabilidad económica en Alemania Oriental. El convenio entre los representantes de los partidos de oposición y el Gobierno de la RDA concluyeron tras la celebración de las primeras elecciones democráticas y pluripartidistas el 18 de marzo de 1990. El Tratado de la Unión Monetaria, Económica y Social, firmado el 18 de mayo del mismo año, entró en vigor el 1 de julio luego de convenir con los gobiernos de la RDA, la RFA y el Bundesbank (banco central de la RFA). 
Tras una serie de acuerdos, cumbres y visitas oficiales, y el reconocimiento de la frontera germano-polaca en la línea Óder-Neisse, los Gobiernos de los Estados Unidos, el Reino Unido, Francia y la Unión Soviética firmaron el Tratado Dos más Cuatro, que falló a favor de la reunificación. También convalidó el Tratado de Unificación, instrumento legal que autorizó la adhesión de la RDA en la RFA según la Ley Fundamental de Alemania el 3 de octubre de 1990. Desde 1991, esa fecha se celebra el Día de la Unidad Alemana.

## Denominación
Las consecuencias de los cambios sociopolíticos de 1990 se llaman «reunificación» porque condujeron a la adhesión de dos Estados nacionales que previamente formaban parte del Imperio alemán, que surgió de la unión entre Prusia y el resto de los territorios alemanes (excluyendo Austria) en 1871. Sin embargo, como la RFA fue su Estado sucesor legal inmediato, el término reunificación podría interpretarse como la reinstauración del Estado alemán previo y con soberanía efectiva sobre los territorios del Reich demarcados por las fronteras vigentes en 1937 (previo a la anexión de los Sudetes y Austria). Por eso, se ha preferido por el contrario emplear el término unificación.
El ministro de Relaciones Exteriores de la RFA, Hans-Dietrich Genscher, se refirió a la reunificación como la «unidad alemana» durante sus discursos y misiones diplomáticas. El canciller Helmut Kohl anunció su Programa de los Diez Puntos el 28 de noviembre de 1989 sin mencionar explícitamente la palabra reunificación. En cambio, proclamó la creación de estructuras confederativas entre ambos Estados alemanes y fijó como fin último la unidad alemana.
En los países germanoparlantes es usual referirse a este período histórico como «die Wende» ('el cambio'), cuando en realidad este se refiere a los movimientos sociales que pedían la democratización del Gobierno de la RDA. La acuñación de este término se debe a Egon Krenz, quien alegó que su elección como secretario general del Comité Central del SED demostraba la disposición del régimen a aceptar cambios.

## Contexto

### Partición de Alemania
Las potencias vencedoras de la Segunda Guerra Mundial acordaron en las conferencias de Yalta y de Potsdam la división del territorio alemán en cuatro zonas de ocupación. Las tres del oeste estaban bajo jurisdicción estadounidense, británica y francesa; la del este, bajo el control soviético. Las primeras constituirían en 1949 la República Federal de Alemania, y la otra, la República Democrática Alemana. La capital, Berlín, también fue dividida en cuatro zonas de ocupación. 

Mapa con las zonas de ocupación alemanas. En color claro, el Sarre (a la izquierda) y los territorios de Prusia Oriental cedidos a Polonia y la Unión Soviética (a la derecha).

Durante el mismo periodo se demarcó la frontera con Polonia en la línea Óder-Neisse, así llamada por seguir los ríos Óder y Neisse. También se determinó la escisión del Sarre, que fue un protectorado francés hasta la firma del Tratado de Luxemburgo en 1956, y se dispuso la cesión de varios territorios alemanes: las islas Heligoland pasaron al Reino Unido; para Polonia fueron la Alta y la Baja Silesia, Neumark, Pomerania Central y el sur de Prusia Oriental; y el norte de esta provincia, a la Unión Soviética.
El 10 de marzo de 1952 Iósif Stalin propuso un plan de reunificación según términos muy similares a los que se adoptaron al poco tiempo en Austria. La Nota de Stalin proponía la creación de una Alemania neutral, desmilitarizada y delimitada su frontera oriental por la línea Óder-Neisse.
El canciller Konrad Adenauer anunció, sin embargo, que prefería la integración de la RFA en Europa Occidental. Además, los Gobiernos de Francia, Reino Unido y los Estados Unidos condicionaron la propuesta a que se efectuaran elecciones libres en la «zona de administración soviética», así como a que se concretara la delimitación de las fronteras del futuro Estado alemán y se firmara un tratado de paz entre los Gobiernos de la RFA y la RDA con las potencias vencedoras.
En un principio, ni la RFA ni sus aliados de la Organización del Tratado del Atlántico Norte (OTAN) reconocieron a la RDA ni a la República Popular de Polonia, de acuerdo a la estrategia de política exterior conocida como Doctrina Hallstein. A principios de la década de 1970, el canciller de la RFA, Willy Brandt, promovió por el contrario una política de distensión, conocida como Ostpolitik, con los países de la Europa del Este, especialmente con la RDA. Esta consiguió el establecimiento de relaciones diplomáticas que, sin embargo, no acabaron con la división, pues eso implicaba alterar el equilibrio de poder impuesto por los bloques capitalista y comunista durante la Guerra Fría.

### Política de Alemania Oriental

#### Administración y seguridad del Estado
El Partido Socialista Unificado de Alemania (SED), según el artículo 1 de la Constitución de la RDA, respaldaba la supremacía de dicho partido sobre los demás y su rol como partido del Estado. Su ideología, el marxismo-leninismo, influía en todos los aspectos de la sociedad, especialmente la educación, con lo que consolidó la formación de una identidad socialista entre sus ciudadanos.
La sublevación de 1953 llevó a los líderes del SED a reorganizar y aumentar los efectivos de la Stasi, el Ministerio para la Seguridad del Estado, por no haber neutralizado las huelgas laborales que ocurrían desde el año anterior. Asimismo, incrementaron la coordinación entre esa entidad, la Volkspolizei y el Nationale Volksarmee. La estabilidad política y social en Alemania Oriental se alcanzó en efecto mediante la vigilancia y coerción de los ciudadanos.

#### Política económica
La economía de la RDA seguía una planificación centralizada, que dependía de sus empresas nacionalizadas. La política de «construcción del socialismo», implementada en 1950, priorizó las inversiones para la producción de maquinaria industrial. El 28 de mayo de 1953 se decretó un aumento de la jornada laboral sin aumento del salario, que motivó la sublevación de 1953. Aunque las Fuerzas de Seguridad alemanas y el Ejército Rojo la neutralizaron, el Gobierno aceptó las peticiones iniciales de los trabajadores y se aumentaron los salarios sin modificar la jornada. Eso limitó la productividad de sus empresas a largo plazo.
Durante la crisis petrolera de 1973, los países del bloque socialista (en particular, la Unión Soviética) se beneficiaron con el aumento del precio del petróleo. Este superávit permitió invertir en bienes de consumo, maquinaria y materias primas para fomentar el aumento de la productividad y de la competitividad de las empresas de la RDA. La exportación de mercancías a los países occidentales y a otros países de Europa Oriental habrían solventado la escasez de divisas, que impedían la cancelación de la deuda interna contraída durante la modernización del sector industrial de la RDA en la década de 1960. 
Sin embargo, en esa década la producción de petróleo en la Unión Soviética había disminuido, así como sus exportaciones de materia prima a la RDA, lo que afectó la estabilidad de su economía. Un préstamo concedido por un grupo de instituciones bancarias bávaras durante el gobierno de Franz Josef Strauss subsanó en parte la carencia de divisas.

#### Política demográfica
La escasez de mano de obra y el progresivo deterioro de la situación económica en la RDA motivaron la clausura de la frontera interalemana en 1952, las restricciones a la libertad de circulación entre la RFA y la RDA desde 1957 y, finalmente, la construcción del Muro de Berlín en 1961. Esas medidas frenaron significativamente el flujo migratorio hacia la RFA. La oposición al Gobierno y el rechazo a la ideología socialista, la centralización de la economía y las políticas de planificación familiar, entre otras razones, causaron la sangría demográfica entre la población. Algunas de las restricciones fueron levantadas entre 1964 y 1972.
Estas restricciones impuestas por el Gobierno de la RDA, la persecución de los «fugitivos de la República» (Republikflüchtinge) y la inexistencia de garantías legales hacia los expatriados al regresar al país fueron criticadas por sectores opositores. Desde la construcción del Muro, solo era posible dirigirse hacia la RFA obteniendo un visado, exigiendo el derecho a la reagrupación familiar o como prisionero político deportado, previo pago de un rescate por parte del Gobierno germano occidental.
La única vez que se efectuaron comicios fue durante las elecciones locales del 7 de mayo de 1989. Su resultado fue una mayoría absoluta (98,8 %) a favor del SED, pero por medio de un fraude electoral.

#### Crisis política en Alemania Oriental
Las políticas de reestructuración y transparencia promovidas por el secretario general del PCUS y presidente de la Unión Soviética, Mijaíl Gorbachov, supusieron la restauración de la soberanía plena para los países miembros del Pacto de Varsovia y el reemplazo de la Doctrina Brézhnev. Eso afectó severamente la estabilidad del régimen socialista en la RDA, debido a que Gorbachov prohibió cualquier tipo de intervención (incluyendo la militar) en la política interior de los miembros del Pacto, entre los cuales se encontraba la RDA.
Entre los antecedentes más inmediatos que vaticinaban reformas políticas en Europa Oriental podrían citarse los Acuerdos de la Mesa Redonda entre representantes del Gobierno polaco y el sindicato Solidarność en 1989, o la renuncia de János Kádár como secretario general del Partido Socialista Obrero Húngaro en 1988. El Gobierno húngaro convino con los opositores al régimen en abril de 1989 el establecimiento de un sistema pluripartidista y la realización de las elecciones parlamentarias en 1990.

### Revolución pacífica

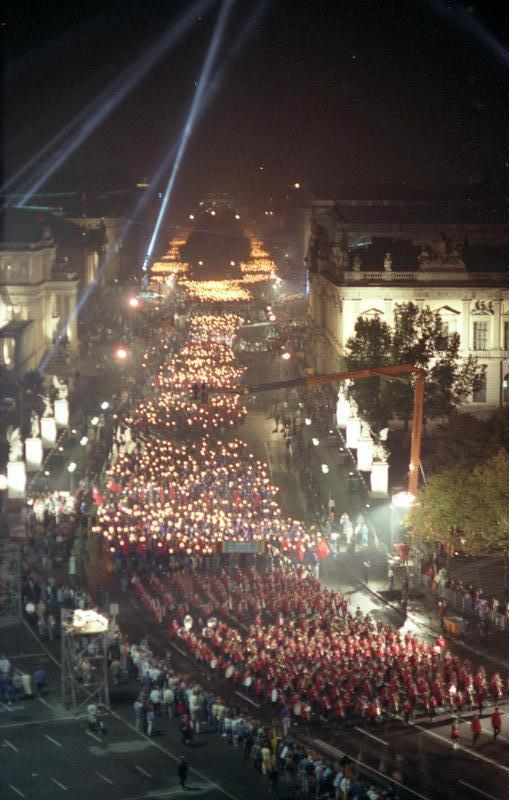
Desfile conmemorando los cuarenta años de la fundación de la RDA

Pese a los cambios políticos y económicos acontecidos en la Unión Soviética, Polonia y Hungría, el secretario general del SED, Erich Honecker, rechazó cualquier intento de aplicar reformas liberalizadoras, aunque estas fueran moderadas. Igualmente, el Gobierno reprimió las protestas que simpatizaran con las acciones del Gobierno soviético. 
La ineficiencia estatal fomentó la proliferación de manifestaciones en favor de la reivindicación de las libertades políticas e individuales, así como del respeto y cumplimiento de la dignidad humana, el Estado de derecho establecido en la RDA, el pluralismo político, la objeción de conciencia y la protección del medio ambiente.
La creación de un Estado democrático en la RDA y la libertad de circulación fueron los objetivos de las protestas semanales conocidas como las «manifestaciones del lunes». Estas se caracterizaron por la poca o nula represión ejercida por la Volkspolizei y la Stasi en contra de los participantes. 
La primera ocurrió el 4 de septiembre de 1989 en la iglesia de San Nicolás, en Leipzig, con cerca de mil participantes. En los últimos meses de 1989 se presenciaron manifestaciones en las ciudades de Dresde, Halle, Karl-Marx-Stadt (actualmente Chemnitz), Magdeburgo, Plauen, Potsdam, Rostock y Schwerin, aunque con menor participación y sin periodicidad.
A pesar del descontento general, el Gobierno conmemoró el 7 de octubre de 1989 el cuadragésimo aniversario de la fundación del país. Mientras los desfiles militares tenían lugar en Berlín, la Volkspolizei dispersó y reprimió varias manifestaciones que pretendían obstruir la circulación de los desfiles.
Posterior a la celebración, la dirección del Comité Central del SED se debilitó a causa de conflictos internos, que derivaron en la aparición de fracciones de políticos moderados y de línea dura. El consenso del Comité Central forzó la dimisión de Honecker el 18 de octubre de 1989 como presidente del Consejo de Estado de la RDA y secretario general del SED, e invistió a Egon Krenz con esos cargos.
Las protestas del 30 de octubre y 6 de noviembre de 1989 contaron con una presencia de entre 320 000 y 500 000 personas respectivamente. Fueron las de mayor participación entre las manifestaciones del lunes. Las mayores concentraciones fueron Leipzig, Dresde, Halle y Karl-Marx-Stadt. Junto con la de Alexanderplatz del 4 de noviembre, estas precipitaron la renuncia de nueve miembros el 8 de noviembre de 1989. Ese mismo día, el Gobierno de la RDA aceptó una convocatoria de elecciones libres y legalizó el partido opositor Foro Nuevo (Neues Forum).

### Apertura de las fronteras

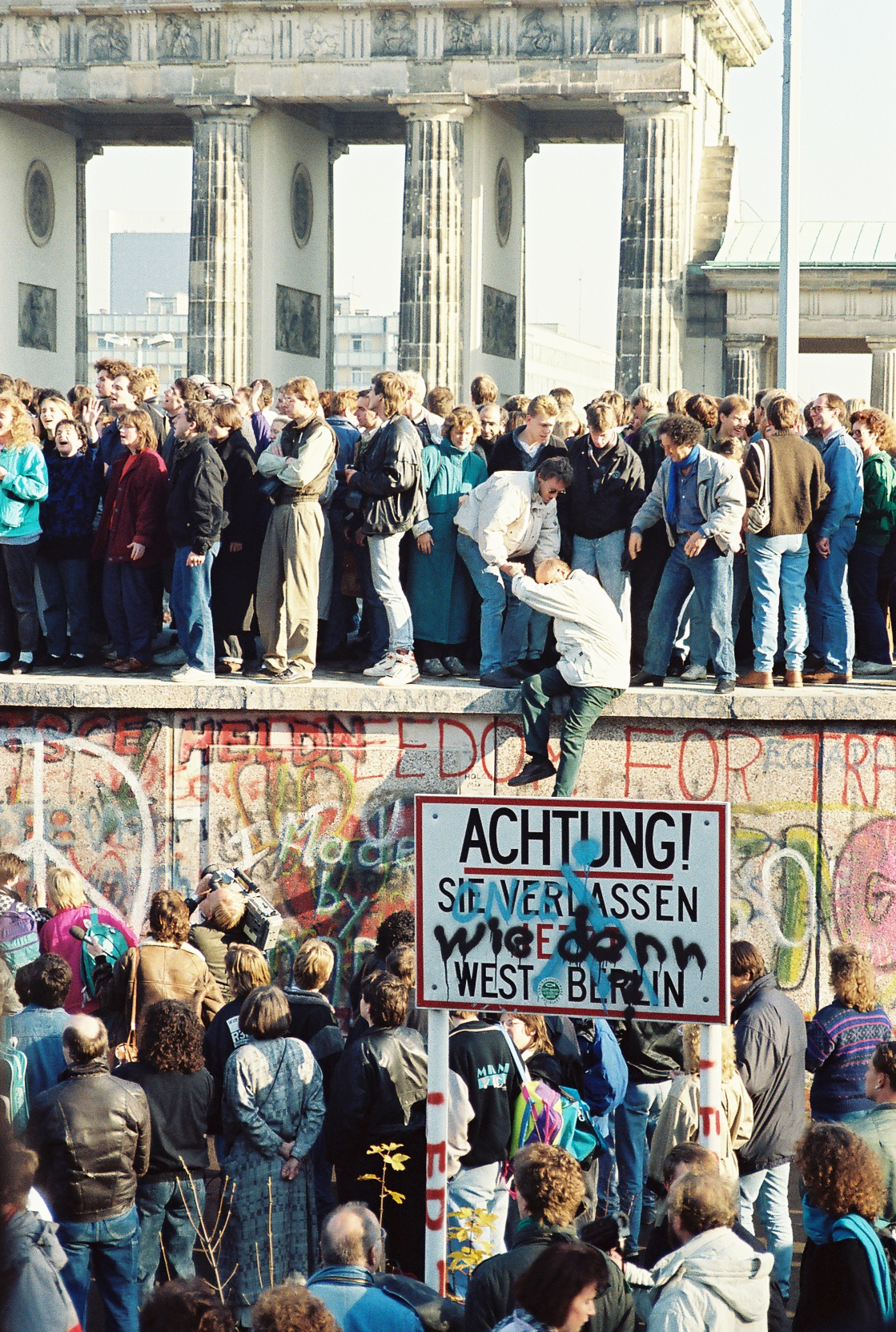
La caída del Muro de Berlín fue uno de los sucesos que revelaron los cambios en la RDA

El 2 de mayo de 1989, el primer ministro húngaro Miklós Németh ordenó el desmantelamiento de los controles fronterizos entre Hungría y Austria. Así, muchos ciudadanos de la RDA pudieron desplazarse a Austria buscando una alternativa para viajar hacia el oeste de Europa, y en particular hacia la RFA. A esto le siguió la apertura definitiva de las fronteras entre Austria y Hungría para los germano orientales, sin solicitar documentos de viaje.

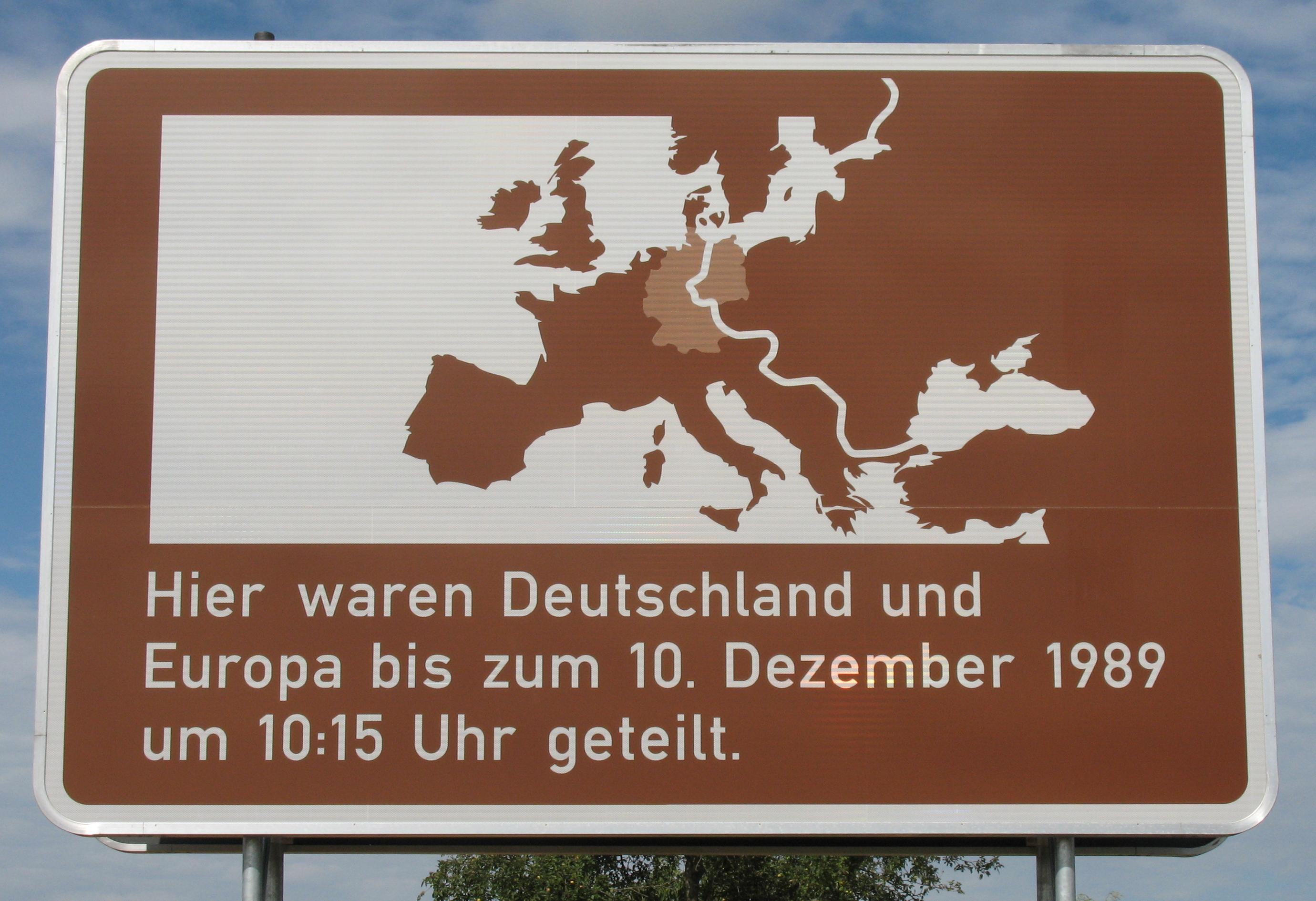
Esta señal se encuentra en las vías de Alemania divididas durante la Guerra Fría. El texto dice: «Aquí estuvieron dividas Alemania y Europa hasta el 10 de diciembre de 1989 a las 10:15 horas.» La fecha y la hora varían según el momento de apertura del tramo.

Al mismo tiempo, entre agosto y septiembre de 1989 muchas personas se congregaron en la Representación Permanente de la RFA de Berlín Este y sus embajadas en Budapest, Praga y Varsovia para solicitar autorizaciones de viaje hacia la RFA. Estas suspendieron inmediatamente sus servicios debido al exceso de peticiones.
El 30 de septiembre el ministro de Asuntos Exteriores de Alemania Occidental, Hans-Dietrich Genscher, anunció a los refugiados germanoorientales acampados en el jardín de la embajada de la RFA en Praga que su salida había sido aprobada. Para evitar un éxodo migratorio hacia Hungría, el Gobierno de la RDA cerró los pasos fronterizos hacia Checoslovaquia desde el 3 de octubre de 1989. La anulación de dicha ordenanza el 1 de noviembre generó una nueva oleada de emigrantes hacia Checoslovaquia y Hungría, algunos de los cuales se movilizaron dos días después hacia la embajada de la RFA en Praga.
En la tarde del 9 de noviembre de 1989, el portavoz del Comité Central del SED, Günter Schabowski, concedió una conferencia de prensa para anunciar la derogación de las limitaciones impuestas a los permisos de viaje, así como la autorización para cruzar los pasos fronterizos entre las Alemanias.
Tras la concesión de permisos de viaje y la apertura de los pasos de la frontera interalemana, miles de personas se dirigieron hacia los cruces fronterizos, incluyendo los del Muro. Los guardias se mostraron renuentes ante la eventual apertura del paso de Bornholmer Straße hacia Berlín Occidental; declinaron luego, ante la multitud creciente de personas tanto a pie como en coche que solicitaban cruzar la frontera.
Entre el 9 y 10 de noviembre una multitud de berlineses (tanto del sector occidental como del oriental) acudieron a la Puerta de Brandeburgo para encaramarse sobre el muro. Otros decidieron derribarlo con martillos y cinceles.
Tras los sucesos ocurridos en Berlín, el canciller germano occidental Helmut Kohl suspendió una visita oficial en Varsovia para pronunciar un discurso en el ayuntamiento de Schöneberg, el 10 de noviembre.

## Proceso de reunificación

### Transición democrática en la RDA

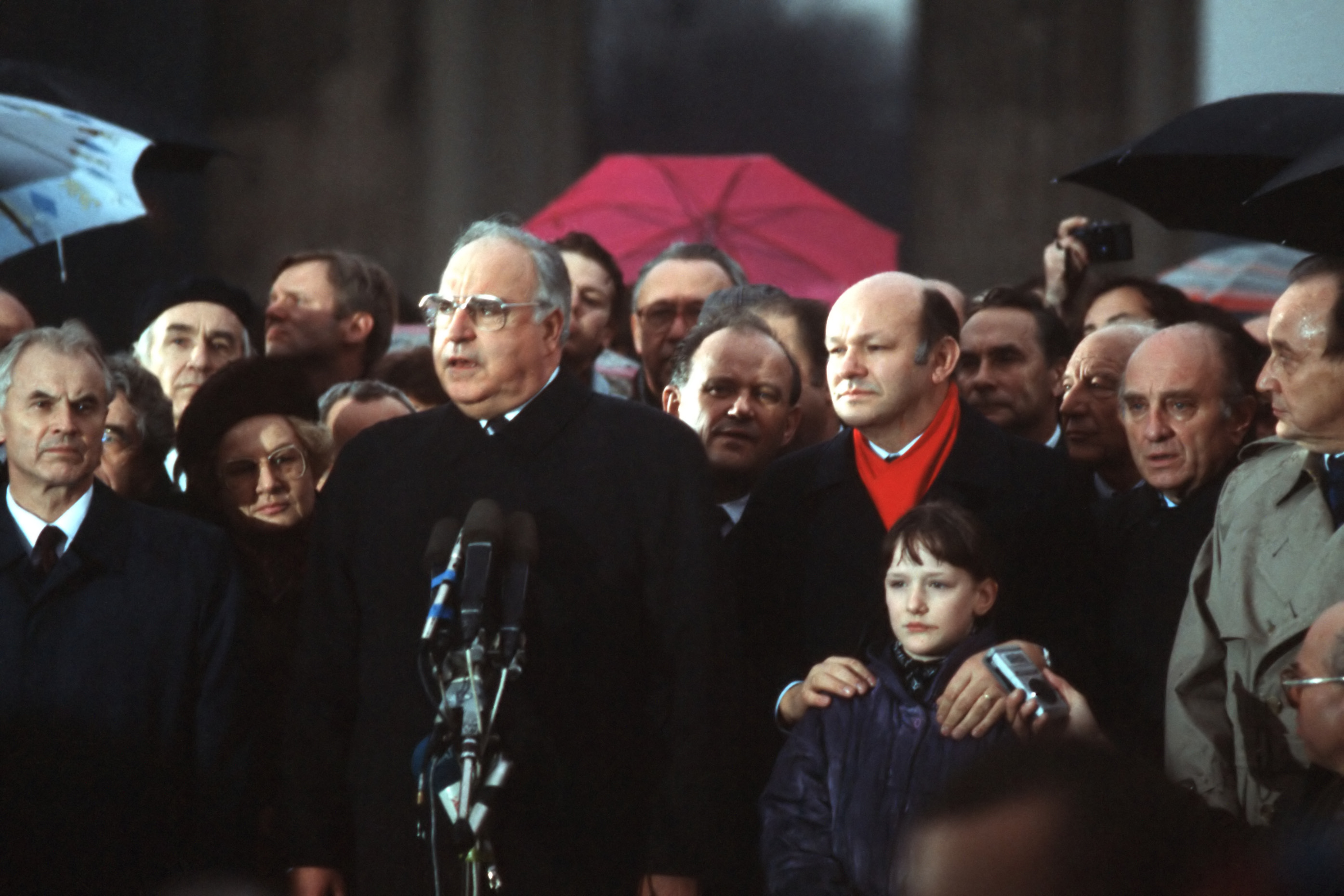
Apertura de la Puerta de Brandeburgo el 22 de diciembre de 1989. De izquierda a derecha están Hans Modrow, presidente del Consejo de Ministros de la RDA; el canciller de la RFA Helmut Kohl; el alcalde de Berlín Oeste, Walter Momper; y, en segundo plano entre Kohl y Momper, el alcalde mayor de Berlín Este, Erhard Krack.

El 13 de noviembre de 1989, Hans Modrow fue elegido presidente del Consejo de Ministros tras la renuncia de Willi Stoph cinco días antes. El 17 de noviembre Modrow planteó un tratado comunitario con la RFA para garantizar la estabilidad económica de la RDA y evitar una eventual unificación. Sin embargo, esta motivó una contramedida de Kohl.
El 28 de noviembre este comunicó un plan al Bundestag (Parlamento de la RFA), conocido como el programa de los diez puntos, para facilitar tanto la transición democrática en la RDA como la unificación. Esta iniciativa mejoró la imagen pública del Gobierno de Kohl de cara a las elecciones federales de 1990 y reforzó su liderazgo dentro de su partido, la Unión Demócrata Cristiana (CDU).
En particular, el tercer y el quinto punto del programa estaban vinculados a la transición política que se consumó durante 1990 en la RDA. El tercer punto decía que el Estado de la RFA cooperaría ampliamente en la integración entre ambas Alemanias si se llevaba a cabo algún cambio en el sistema político y económico de la RDA. A su vez, proponía la disolución del SED, dado el abuso de autoridad ejercido por sus integrantes, y la amnistía de los presos políticos. 
El quinto punto planteaba como requisito para la creación de estructuras políticas y económicas confederativas que el Gobierno de RDA fuera elegido democráticamente, incluyendo a la comisión parlamentaria de la Volkskammer (Parlamento de la RDA), y estipulaba que la RFA concertaría con este la reunificación.
El 19 de diciembre de 1989 Kohl dio un discurso en Dresde llamando a la reunificación del país.

#### Acuerdos de la mesa redonda
La creación de la mesa redonda central de negociaciones fue anunciada por los representantes del partido Democracia Ahora, en vista del éxito de los acuerdos de la Mesa Redonda en Polonia y Hungría. Desde el 7 de diciembre de 1989 hasta el 12 de marzo de 1990, se organizaron dieciséis rondas de negociaciones en el Palacio de Schönhausen. En estas participaron quince representantes de siete partidos de oposición y varios del Frente Nacional de la RDA, con los delegados de la Iglesia Protestante de la RDA como mediadores.
Los miembros de la mesa redonda pretendían solventar la crisis social en la RDA, pero no se atribuyeron responsabilidades gubernamentales ni parlamentarias. Exigían la redacción de una nueva constitución, que se celebraran elecciones libres y democráticas, y que se hiciera pública la situación económica, financiera y ecológica del país.
Durante las negociaciones no hubo consenso entre los líderes opositores y el Gobierno de la RDA sobre la implantación de un nuevo régimen. Sin embargo, el Gobierno de Modrow convino con los dirigentes opositores la participación de los partidos de oposición a las elecciones legislativas de 1990 para construir un «Gobierno de responsabilidad nacional» capaz de estabilizar la situación política y social de la RDA. La celebración de las elecciones se fijó para el 18 de marzo de 1990.
La disolución de la Stasi fue otro logro de los representantes de la oposición en la mesa redonda. Su clausura, bajo mandato de Modrow en enero de 1990, se aceleró por el allanamiento de su sede central en Berlín.

#### Cambios en el gobierno de la RDA
| Partido o coalición                | Porcentaje de votos |
| ---------------------------------- | ------------------- |
| Alianza por Alemania               | 48,0                |
| Partido Socialdemócrata            | 21,9                |
| Partido del Socialismo Democrático | 16,4                |
| Asociación de Demócratas Libres    | 5,3                 |
| Alianza 90                         | 2,9                 |
| Partido Democrático Campesino      | 2,2                 |
| Verdes / Mujeres Independientes    | 2,0                 |
| Otros partidos                     | 1,4                 |

El 1 de diciembre de 1989, los diputados de la Volkskammer abolieron el artículo 1 de la Constitución de la RDA, que asumía la hegemonía del SED del Frente Nacional de la RDA. Esta sentencia precipitó la renuncia del Politburó el 3 de diciembre y, tres días después, la del secretario general del SED, Egon Krenz.
Tras la renuncia de Krenz lo sustituyó como presidente del Consejo de Estado el jurista Manfred Gerlach, del Partido Liberal Democrático de Alemania (LDPD), y el SED cambió su nombre a Partido del Socialismo Democrático (en un principio, bajo las siglas PDS-SED), con la dirección de Gregor Gysi a mediados de diciembre de 1989. Esta renovación pretendía desligar su imagen del totalitarismo del gobierno bajo su liderazgo, con vistas a las elecciones legislativas de 1990.
Durante el gobierno de Modrow se presentaron varias coaliciones de oposición a las elecciones, todas de fundación reciente: Alianza por Alemania (fundada el 5 de febrero, constituida por los partidos Unión Demócrata Cristiana de la RDA, Despertar Democrático y Unión Social Alemana), Asociación de Demócratas Libres (fundada el 12 de febrero, constituida por el LDPD, el Partido Foro Alemán y el Partido Democrático Libre de la RDA), Alianza 90 (fundada el 7 de febrero, constituida por los partidos Foro Nuevo, Democracia Ahora e Iniciativa por la Paz y los Derechos Humanos) y la coalición de los Verdes y de la Asociación de Mujeres Independientes. Los comicios del 18 de marzo los ganó la coalición Alianza por Alemania, que obtuvo el 48,0 % de los votos.
El 5 de abril de 1990 Sabine Bergmann-Pohl, la candidata por la Unión Demócrata Cristiana de la RDA, fue elegida presidenta de la Volkskammer. Una semana después, Lothar de Maizière, también candidato por dicho partido, fue elegido por los diputados de la Volkskammer como presidente del Consejo de Ministros de la RDA con una mayoría de 265 votos.
La elección de De Maizière facilitó significativamente las negociaciones con el Gobierno de la RFA y agilizaron el proceso de reunificación. Durante su gestión, la Volkskammer decretó 164 estatutos y 93 resoluciones desde el 5 de abril hasta el 2 de octubre de 1990. Algunas se conservaron como parte del marco jurídico del Tratado de Unificación.

### Transición económica en la RDA
El 8 de noviembre de 1989, Kohl propuso una ayuda económica al Gobierno de la RDA para mejorar la situación de sus habitantes y disminuir la inmigración a la RFA. Así, propuso en su Programa de los Diez Puntos que una economía de mercado sustituyera la economía planificada asentada en la RDA.
El flujo migratorio hacia la RFA había limitado la productividad de las empresas de la RDA por la inasistencia de trabajadores, lo que perjudicó severamente la situación económica y aceleró el riesgo de insolvencia. Aun calculando a la baja, el Bundesbank estimaba que su productividad promedio era de un tercio de las de la RFA, aun sin tomar en cuenta las consecuencias de las migraciones. En enero de 1990, unas 2000 personas fueron reasentadas diariamente en la RFA.
El presidente del Consejo de Ministros de la RDA, Lothar de Maizière, tras ser elegido en las elecciones legislativas de 1990, difundió algunos hechos que reflejaban la situación económica:

En Alemania Occidental, entre el 47 % y el 53 % de su producto interno bruto (PIB) se destina a los presupuestos nacionales e inversiones, respectivamente; mientras que en la RDA el 85 % de nuestro PIB se destina para el consumo interno y sólo el 15 % para las inversiones. Apenas se asignan partidas de capital para las reparaciones de nuestros activos tangibles ni financiación para su renovación. Toda la infraestructura de este país, incluyendo viviendas, se encuentran en un estado descuidado y anticuado.

#### Tratado sobre la Unión Monetaria, Económica y Social
El 19 de enero de 1990, la portavoz del Partido Socialdemócrata de Alemania (SPD), Ingrid Matthäus Maier, concibió la posible implantación de una unión monetaria efectiva con el fin de asimilar la economía de la RDA a la del lado occidental. Tras la caída del Muro, Kohl propuso una moneda única en ambas Alemanias; pero la Cancillería Federal vio con escepticismo la medida. Modrow sí lo secundó, aunque añadió que precisaba que la economía germano oriental fuera estabilizada antes. El 15 de febrero de 1990, Kohl expuso su apoyo a los diputados del Bundestag sobre la unión monetaria alemana:

Enviamos una señal de aliento y esperanza al pueblo de la RDA desde la RFA, ofreciéndoles nuestro activo económico más valioso, el marco alemán, con el fin de delimitar las condiciones iniciales para mejorar la situación económica y los niveles de vida en la RDA.

Poco después, el 6 de marzo, Kohl declaró que desde entonces comenzaron las negociaciones con el Gobierno de la RDA en relación con la unión monetaria. La finalidad de crear una tasa de cambio a razón 1:1 entre los marcos alemanes y los de la RDA se resumía en tres premisas. La primera, mantener la competitividad de las empresas públicas de la RDA por medio del aumento salarial que generaría la modificación de la tasa de cambio. La segunda, aumentar la liquidez de sus activos. Y la tercera, establecer una tasa de cambio adecuada para la convertibilidad de los ahorros de los ciudadanos de la RDA a marcos alemanes.
La baja productividad en las empresas de la RDA había debilitado su economía, lo que dificultó las expectativas del Bundesbank y del Ministerio de Finanzas de Alemania para establecer una tasa de cambio 1:1. El 29 de marzo, la junta directiva del Bundesbank introdujo una devaluación en la tasa de cambio a razón de 1:2. Esta medida tenía el propósito de estimular la utilización de los marcos de la RDA circulantes en detrimento de los marcos alemanes, para evitar un riesgo de inflación en la RFA. Pese a la regulación, aún no existía una convertibilidad fija entre ambas monedas, lo que hizo fluctuar las tasas de cambio entre 1:6 y 1:9, pero manteniéndose estable el tipo de cambio aplicado a las compañías de la RDA para el pago de las deudas y los salarios, en una relación de 1:2 de acuerdo a la revalorización impuesta por el Bundesbank.
El ministro de Economía, Helmut Haussmann, y los representantes del Bundesbank arguyeron favorablemente por una tasa de cambio 1:2, que, pese a reducir los salarios a la mitad en la RDA, favorecería la competitividad de las compañías germano orientales y el interés de inversores extranjeros. El presidente del Bundesbank Karl Otto Pöhl opinó que una menor tasa de cambio para la conversión de los marcos de la RDA ofrecería mejores oportunidades para que sus empresas públicas evitaran la insolvencia. De lo contrario, se revalorizarían sus gastos operativos (en particular, los salarios de los empleados) y sus deudas. La conversión a una tasa de cambio fija 1:1 se consideraba una medida arriesgada, ya que provocaría un aumento de la inflación por exceso de liquidez.
La decisión del Bundesbank contrariaba las iniciativas promovidas por los partidos políticos participantes en las elecciones legislativas de 1990, lo que generó manifestaciones en la RDA. La devaluación impuesta por el Bundesbank había reducido a la mitad los salarios con respecto a los vigentes en 1988 (una media de 854 marcos de la RDA). Un salario de 427 marcos de la RDA equivalía apenas a la quinta parte de un sueldo medio en Alemania Occidental. Además, el presidente del Bundesbank no había sido informado de la declaración de Kohl. El criterio del Gobierno de la RFA fue finalmente acatado por el Bundesbank, aunque en contra del de sus economistas.

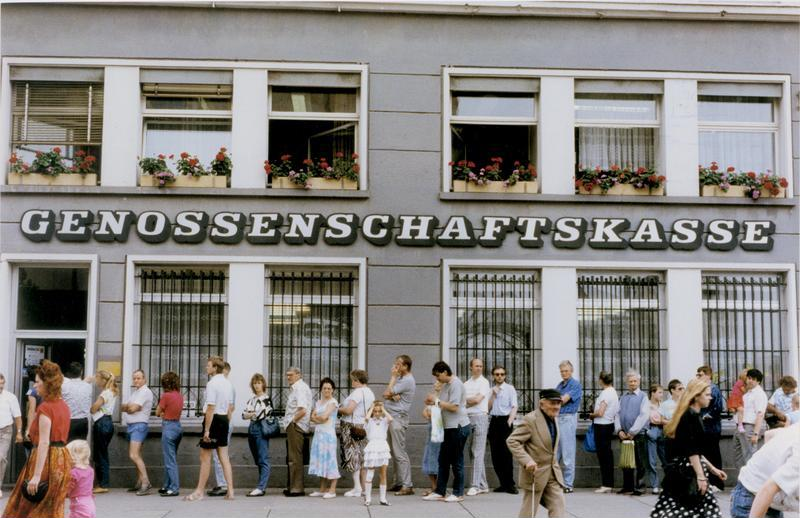
Cola de clientes esperando en una caja de ahorros en Gera (Turingia), el 1 de julio de 1990, para retirar dinero de sus cuentas de ahorro tras ser convertidos a marcos alemanes

El defensor más favorable a la implementación de la tasa de cambio 1:1 entre las monedas de ambas Alemanias fue el ministro del Trabajo, Norbert Blüm, quien afirmó que «un tipo de cambio inferior a 1:1 crearía una agitación social intensa y desestabilización política». La modificación de la tasa de cambio se convirtió en la consigna política de Markus Meckel (líder del partido socialdemócrata de la RDA), así como una problemática de importancia máxima en la Alemania Oriental para el gobierno de De Maizière.
Pese a los inconvenientes respecto a la convertibilidad de ambas monedas, una serie de acuerdos entre los Gobiernos de De Maizière y Kohl concluyeron en la firma del tratado para la Unión Económica, Monetaria y Social el 18 de mayo de 1990. Pese al desarrollo de las negociaciones del tratado, tanto políticos como economistas de la RDA advirtieron que una unión monetaria efectuada apresuradamente no sería viable sin la protección de su comercio exterior.
El 1 de julio de 1990 entró en vigor dicho tratado, con lo que se introdujo el marco alemán como moneda de curso legal en la RDA. Ese mismo día Kohl dijo en un discurso que promovería el desarrollo económico de la RDA. Los compromisos adquiridos por el Gobierno de Alemania Occidental por medio del tratado fueron los siguientes:
- Se mantuvo el pago de los salarios y pensiones en una tasa de cambio 1:1.
- Se estableció un baremo para el retiro de ahorros a una tasa 1:1 de acuerdo a la edad del usuario: hasta 2000 marcos para menores de 15 años, hasta 4000 para personas de 15 a 60 años y hasta 6000 para mayores de 60 años. Se aplicó una tasa de cambio 1:2 para cualquier retiro adicional, compensaciones financieras, cancelación de deudas y préstamos hipotecarios.[97]
- Adopción de una economía de mercado en la RDA, basada en la propiedad privada.
- Introducción de un marco legal económico basado en las leyes de la RFA.
- Con la introducción del Estado de bienestar en la RDA, se ha garantizado el derecho de los trabajadores a un seguro médico y uno por desempleo, la participación en gremios colectivos y en las decisiones corporativas de las empresas.

#### Privatización del sector público en la RDA
Una problemática en la reunificación fue el cambio del sistema económico centralizado de la RDA por una economía de mercado. Con tal fin, se planteó la administración de las empresas públicas de la RDA por parte de un holding o una agencia fiduciaria. La constitución de dicha institución, la Treuhandanstalt (THA), provino de una iniciativa planteada en la mesa redonda el 12 de febrero de 1990 por Wolfgang Ullmann, representante del grupo de activistas sociales Democracia Ahora.
El Consejo de Ministros de la RDA aprobó la creación de la THA el 1 de marzo de 1990, y la Volkskammer aprobó su marco legal mediante la Treuhandgesetz (Ley de fideicomiso) el 17 de junio del mismo año. Ya para el 31 de diciembre de 1990, la THA administraba las finanzas de 8810 empresas públicas, que empleaban a 4 millones de trabajadores.
Desde su creación hasta su disolución en 1994, la THA administró los bienes de 12 354 empresas, de las cuales 7853 habían sido privatizadas o municipalizadas. Cerca de 2700 fueron adquiridas por sus respectivos directivos por la modalidad management buyout. Otras 1600 no pudieron ser privatizadas, por lo que su administración fue devuelta a sus respectivas juntas directivas. La THA clausuró 3713 de ellas. Desde su creación, la THA fomentó la concreción de adquisiciones por consorcios de la RFA e inclusive extranjeros pertenecientes a la misma industria. El 74 % de las sociedades privatizadas fueron adquiridas por compañías germano occidentales.
El proceso de privatización supuso el desmantelamiento del tejido industrial y productivo de la RDA, en un proceso donde se generalizó que empresas del Oeste adquirieran a competidoras suyas con el objetivo de liquidarlas, con ventas tras tasaciones inferiores a su valor real. Así, la RDA pasó de tener pleno empleo a una tasa del 30 % en pocos años.

### Política exterior de Alemania Occidental
La primera mención respecto al futuro desarrollo de una confederación o una reunificación alemana tuvo lugar el 21 de noviembre de 1989 en Bonn, durante la visita oficial del consultor en Asuntos Internacionales del PCUS, Nikolái Portugalov, a Horst Teltschik, asesor principal de Kohl. Al término de esta reunión, ambos planificaron una propuesta de reunificación, que llevó al Programa de los Diez Puntos. Aunque Kohl no la consideró como un cronograma al momento de presentarla ante el Bundestag, hizo que los Gobiernos de varios países europeos se tomaran en serio la reunificación, en particular porque esta iniciativa fue decidida sin consultar con los países de la OTAN.

#### Oposición
El Pacto de Varsovia disponía de una numerosa presencia militar soviética estacionada en la RDA, estimada en 370 000 individuos, tras previo acuerdo entre los Gobiernos soviético y germano oriental. La retirada de las tropas soviéticas de la RDA arriesgaría la seguridad nacional de los restantes países del Pacto de Varsovia tras el ingreso de una Alemania reunificada a la OTAN. Esta circunstancia condicionó la postura de la Unión Soviética respecto a la reunificación al retardar la aplicación del Programa de los Diez Puntos por parte del Gobierno de la RFA y favoreciendo la implementación de un marco confederativo entre ambos Estados alemanes, propuesta por Hans Modrow en noviembre de 1989.
El 13 de noviembre de 1989, la primera ministra del Reino Unido, Margaret Thatcher, comunicó que era prioritario garantizar un Estado democrático y económicamente estable en la RDA antes de planificar la reunificación. La reunificación entre ambos países fue cuestionada por el Gobierno británico, inquieto ante una predominancia alemana en la política exterior europea, motivada por su mayor potencial económico, así como por sus desarrolladas relaciones bilaterales con otros países europeos y los Estados Unidos. Además, se lo consideraba un país capaz de desestabilizar la construcción de una política común europea.
El Gobierno británico recelaba de varias de las proposiciones del Gobierno soviético, entre ellas la instauración de un orden geopolítico pacífico y paneuropeo por medio de la disolución de la OTAN y del Pacto de Varsovia y la neutralización y desocupación militar de Alemania. En cambio, la postura del presidente francés François Mitterrand se mostró conciliadora respecto de la libre determinación del pueblo alemán ante la reunificación de sus países, aunque mediada por un diálogo con la Unión Soviética y las potencias occidentales.
El 6 de diciembre Mitterrand se reunió con Gorbachov en Kiev. Ambos coincidieron en que el proceso de reunificación debía retardarse porque, ante los cambios ocurridos en la RDA, se temía la eventual deposición de Gorbachov como secretario general por no intervenir decididamente en este asunto. Esta situación comprometida motivó a Mitterrand dialogar con Kohl, quien afirmó que la reunificación alemana «no estaba a la orden del día y tardaría varios años».
El 8 de diciembre, en la cumbre de la Comunidad Económica Europea en Estrasburgo, los representantes de cada país (con excepción de España) exigieron una declaración oficial sobre el reconocimiento de la frontera occidental polaca por parte de la RFA, a lo cual Kohl se mostró reacio. En un encuentro privado entre Thatcher y la comitiva del presidente Mitterrand luego de la cumbre, aquella mostró a los presentes varios mapas de la Gran Alemania y expuso la amenaza que supondría una Alemania unificada a sus países vecinos al vaticinar potenciales reclamaciones territoriales a Polonia y Checoslovaquia.
Precisamente la postura más contraria a la reunificación alemana fue la del Gobierno de Thatcher, quien concretó la postura oficial británica frente a la reunificación durante una llamada telefónica al presidente estadounidense George Bush el 22 de febrero de 1990:

Alemania se convertirá en el Japón de Europa, pero peor —en referencia a una eventual supremacía alemana en Europa—. El presidente francés está de acuerdo conmigo respecto a que los alemanes pacíficamente lograrán lo que Hitler no alcanzó en la Guerra. Señor presidente, sugiero la permanencia indefinida de las tropas soviéticas en Alemania; ello nos permitiría mejorar nuestras relaciones con Gorbachov y a la vez controlaremos a los alemanes.

La oposición del Gobierno británico al proceso de reunificación quedó relegada después de las negociaciones bilaterales entre el Gobierno de Alemania Occidental y los Estados Unidos, aunque en parte se debió a las repetidas negativas provenientes de diversas personalidades del Ejecutivo británico, entre ellos la primera ministra Margaret Thatcher y los ministros Douglas Hurd y Nicholas Ridley.
Otros jefes de Gobierno se manifestaron en contra de la reunificación, como el primer ministro italiano Giulio Andreotti y elneerlandés Ruud Lubbers. El primero manifestó temores ante un resurgimiento del pangermanismo y el segundo cuestionó el derecho de autodeterminación del pueblo alemán. El único mandatario de Europa Occidental que apoyó incondicionalmente el proceso de reunificación fue el presidente de España, Felipe González, luego de enterarse del triunfo de la Unión Demócrata Cristiana de la RDA en las elecciones legislativas de 1990.

#### Marco de negociaciones
El 2 de febrero de 1990, el Departamento de Estado estadounidense aprobó la organización de una mesa de negociaciones entre la RFA, la RDA y las potencias vencedoras de la Segunda Guerra Mundial (Estados Unidos, Reino Unido, Francia y la Unión Soviética). En ellas se deberían establecer las condiciones para coordinar el proceso de reunificación entre ambos Estados alemanes. El autor de esta propuesta fue el ministro de Relaciones Exteriores de la RFA, Hans-Dietrich Genscher.
En la reunión de ministros de Asuntos Exteriores de los países de la OTAN y el Pacto de Varsovia el 13 de febrero en Ottawa, se formalizó el mecanismo de negociaciones propuesto por Genscher, denominado Conversaciones Dos más Cuatro, las cuales fueron realizadas en Bonn (5 de mayo), Berlín Este (22 de junio) y París (17 de julio). Los representantes de Italia y los Países Bajos exigieron su participación en las negociaciones, a lo que Genscher respondió: «¡Ustedes no son parte del juego!». Con esta frase les hizo entender que era una problemática concerniente a los Gobiernos de las Alemanias y las cuatro potencias vencedoras de la anterior guerra. A partir de ese día podían entablarse las conversaciones entre los ministros de Relaciones Exteriores de los países involucrados, aunque estas se retrasaron hasta el 14 de abril de 1990, día en que Markus Meckel fuera elegido como Ministro de Relaciones Exteriores de la RDA.

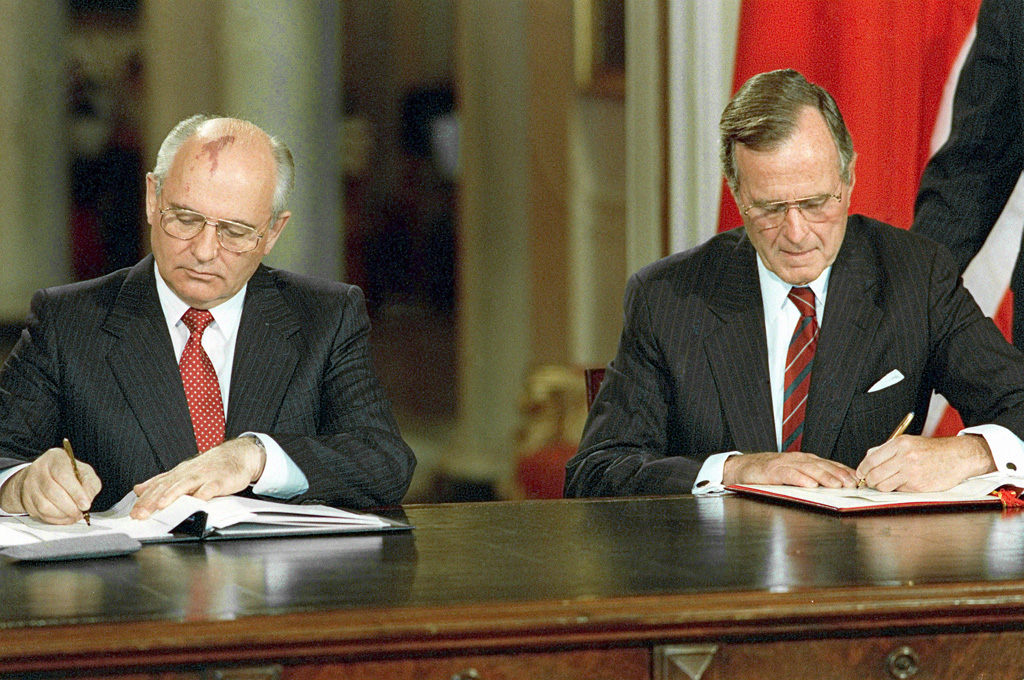
Firma de acuerdos bilaterales por el presidente estadounidense George H. Bush y el presidente soviético Mijaíl Gorbachov, el 12 de junio de 1990

La visita de Kohl al presidente estadounidense Bush en Camp David el 24 de febrero fue primordial para coordinar los objetivos y asuntos pendientes de discusión en las Conversaciones Dos más Cuatro, en presencia de representantes de la RFA. La postura del Gobierno estadounidense bajo la gestión del presidente Bush secundaba la unidad, aseverando que una Alemania reunificada debía pertenecer a la OTAN porque la RFA era uno de sus Estados miembros.
El Consejo de Seguridad Nacional de los Estados Unidos elaboró una lista de los asuntos pendientes de discusión. Entre ellos, la administración política de Berlín, el reconocimiento de las fronteras de Polonia, la permanencia de tropas soviéticas en la RDA y la producción de armas de destrucción masiva. La pertenencia de Alemania a la OTAN y la reducción de personal activo en la Bundeswehr (Fuerzas Armadas de la RFA) no fueron deliberadas en las Conversaciones Dos más Cuatro.
El 31 de mayo, durante la visita de Gorbachov en la cumbre de Washington, se acordó que los Gobiernos de Estados Unidos y la Unión Soviética aceptaban la reunificación de Alemania y su ingreso en la OTAN. Reconocían así la soberanía del Estado alemán, derecho garantizado por la Declaración de Helsinki. En la visita de Kohl y su ministro de Relaciones Exteriores Genscher el 16 de julio al pabellón de caza de Gorbachov en el Cáucaso, este reafirmó la decisión tomada en la cumbre de Washington en presencia del canciller, con la condición de que el Gobierno alemán cancelara los compromisos económicos de la RDA, se encargara del desalojo de los soldados soviéticos estacionados en territorio oriental y otorgara un préstamo de cinco millones de marcos a la Unión Soviética. Ya el 10 de febrero, durante una visita oficial del canciller Kohl a Moscú, Gorbachov aceptó en su presencia el derecho de la reunificación por parte de ambos Estados alemanes.
Desde 1945, la soberanía alemana había sido entregada a las potencias vencedoras de la Segunda Guerra Mundial. La soberanía de la RFA había sido cedida mediante la Conferencia de las nueve potencias en Londres en 1954. Hasta 1990, las potencias occidentales (Estados Unidos, Reino Unido y Francia) renovaban el derecho de gestionar la soberanía de la RFA.

### Litigio fronterizo germano-polaco
La RDA había reconocido frontera occidental polaca de iure en 1950, con el Tratado de Zgorzelec, y la RFA lo haría de facto en 1970, por el Tratado de Moscú. La revisión y posterior resolución de la disputa fronteriza germano-polaca tendría validez en participación de una Alemania unificada y soberana.
Debido a la falta de compromiso inicial del Gobierno de Kohl en el reconocimiento de las fronteras, el Ejecutivo polaco mantuvo una postura contraria a la reunificación durante las negociaciones del proceso de reunificación. El ministro de Relaciones Exteriores de Polonia, Krzysztof Skubiszewski, propuso en la cumbre de Ottawa debatir la garantía de la seguridad nacional de los países vecinos de Alemania. El 16 de febrero su homólogo alemán Hans-Dietrich Genscher sugirió que una resolución conjunta de ambos parlamentos alemanes —el Bundestag y la Volkskammer— definiría la postura alemana frente al litigio fronterizo polaco. El 19 de abril de 1990, durante la visita oficial de la RDA en Varsovia, Markus Meckel secundó la postura de Genscher y el presidente Lothar de Maizière legitimó el derecho a la reunificación avalado en la Ley Fundamental de Alemania (Constitución de Alemania Occidental).
La visita oficial del presidente polaco Wojciech Jaruzelski y del primer ministro Tadeusz Mazowiecki, el 10 de marzo de 1990, habría inclinado la postura del presidente francés Mitterrand en contra de la reunificación si el Gobierno de la RFA no hubiera reconocido la frontera. El Gobierno polaco exigió la inclusión de representantes polacos en las Conversaciones Dos más Cuatro, a lo que la RFA se negó rotundamente. Sin embargo, sí aceptó la discusión de las fronteras de Polonia, porque durante la visita de Kohl a Camp David se había acordado de antemano qué asuntos se discutirían.
En mayo de 1990 se reunieron representantes de la RDA, la RFA y Polonia en tres ocasiones para examinar cada uno de los artículos del tratado fronterizo, antes de aprobar el esbozo planteado por el Gobierno polaco el 27 de abril. El 5 de mayo, durante una de las Conversaciones Dos más Cuatro, los representantes soviéticos y polacos discutieron una vez más sobre el establecimiento de las fronteras definitivas entre Polonia y Alemania en la línea Óder-Neisse.
El consentimiento a la firma del tratado fronterizo germano-polaco fue ratificado tras una resolución aprobada en el Bundestag el 21 de junio. El 14 de noviembre, por medio de dicho tratado, ambas partes declararon inviolable la línea Óder-Neisse y se comprometieron a no reivindicar ninguna clase de reclamaciones territoriales.

#### Firma del Tratado Dos más Cuatro
Las potencias vencedoras de la Segunda Guerra Mundial acordaron el 12 de septiembre de 1990 la firma del Tratado Dos más Cuatro en Moscú, luego de las tres reuniones previas en Bonn, Berlín Este y París. El 2 de octubre aclararon que los derechos y responsabilidades contraídos por el Estado alemán entrarían en vigor al mismo tiempo que el Tratado de Unificación. Las consecuencias finales del tratado fueron las siguientes:
- La jurisdicción de la Alemania unificada, a partir de la entrada en vigor del tratado, abarca el territorio de las otrora RFA y RDA, incluyendo las cuatro zonas de ocupación en Berlín.
- La ocupación cuatripartita en Berlín expiró al entrar en vigor el tratado.
- Las fronteras existentes de la Alemania unificada son definitivas. El Estado alemán no puede reclamar territorios al este de la línea Óder-Neisse ni aquellos perdidos al término de la Segunda Guerra Mundial.
- El Estado alemán renunció a la posesión de armas de destrucción masiva.
- La Bundeswehr redujo sus efectivos en un 26 %, de 500 000 a 370 000.
- Las tropas soviéticas instaladas en la antigua RDA se retiraron pacíficamente en agosto de 1994, cuatro meses antes de la fecha límite.
- En el territorio de la antigua RDA no pueden almacenarse armas de destrucción masiva ni puede ser ocupada por ejércitos extranjeros.
- La restitución de la soberanía al Estado alemán por parte de las cuatro potencias vencedoras de la Segunda Guerra Mundial.
- Se permitió a los Gobiernos de la RFA y la RDA reunificarse de acuerdo con el preámbulo y al artículo 23 de la Ley Fundamental de Alemania.

Los compromisos adquiridos y documentos legales firmados por el Gobierno de la RFA con el Parlamento de la RDA fue también reconocida a nivel internacional tras la firma del Tratado Dos más Cuatro, que también permitió el ejercicio de la soberanía del Estado alemán sobre Alemania como un todo.

### Tratado de Unificación

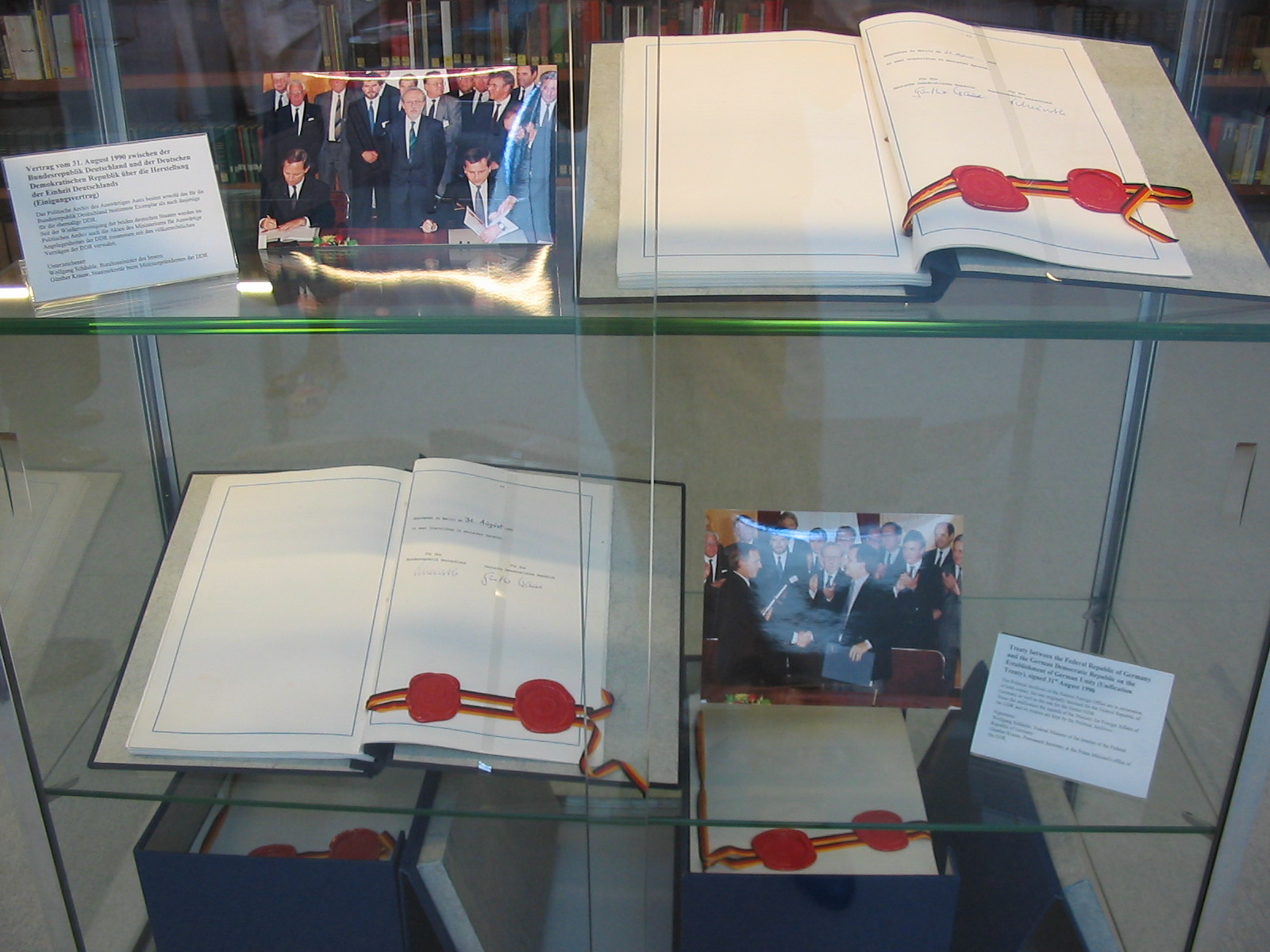
Facsímiles del Tratado de Unificación

#### Legitimación
Al término de la Segunda Guerra Mundial, Alemania existía aún como Estado, aunque completamente inhabilitado para ejercer funciones como tal. Mientras tanto, la soberanía del territorio alemán la ejercía el Consejo de Control Aliado. 
La creación de la RFA el 23 de mayo de 1949 mediante la Ley Fundamental significó una reorganización del Estado alemán dentro de su derecho constitucional, con una potestad y soberanía similar al Reich, el Estado antecesor inmediato de la RFA. El canciller de la RFA Konrad Adenauer declaró a finales de 1949 que su Gobierno proclamaba la continuidad del Estado alemán por medio de la existencia de la RFA. La situación legal de la RFA como Estado sucesor por Adenauer fue ratificada por el Tribunal Constitucional alemán.
Berlín había permanecido dividida en cuatro zonas de ocupación. Al este de la ciudad se estableció la capital de la RDA. Pero las potencias occidentales (Estados Unidos, Reino Unido y Francia) no reconocieron su legitimidad como capital ni como parte constituyente del territorio de la RDA, pues la ciudad en su totalidad estaba bajo la jurisdicción de los países participantes de la Conferencia de Potsdam y Francia. El Tratado de Unificación, en sus artículos 1 y 2, decretó la unión de los veintitrés distritos de Berlín (Este y Oeste), así como el establecimiento de la capital de la Alemania unificada en esta ciudad.
La Ley Fundamental ofrecía una solución legal ante una eventual reunificación, ya que en su artículo 23 se contemplaba el ingreso futuro de «otras regiones de Alemania». Para que el proceso legal de la reunificación alemana tuviera vigencia, el 23 de agosto de 1990 la Volkskammer aprobó la creación de una nueva nación alemana unificada según lo establecido en el artículo 23 de la Ley Fundamental, permitiendo así la anexión de las catorce regiones administrativas de la RDA y su capital, Berlín Este, por parte de la RFA. Esta moción fue aprobada por 294 votos a favor (62 en contra) y entró en vigor a partir del 3 de octubre de 1990.
El 31 de agosto el Consejo de Ministros de la RDA y el Gobierno federal de Alemania aprobaron y firmaron el «Acuerdo para la reunificación de Alemania», en el cual pactaron los compromisos de los Gobiernos de ambos países durante el proceso de reunificación. En la tarde del mismo día, los negociadores del acuerdo, Wolfgang Schäuble (RFA) y Günther Krause (RDA), ratificaron dicho acuerdo en el Kronprinzpalais en Berlín Este.
Ambas partes firmaron en Bonn el 18 de septiembre, otro documento llamado «Acuerdo para la realización e interpretación del Tratado de Unificación», que añadía más compromisos al Gobierno de la RFA. Estos incluyeron compensar las pérdidas materiales de las víctimas de la Alemania nazi y de la RDA, la preservación de los archivos de la Stasi y el cumplimiento y supervisión de las funciones de los ministerios de la Alemania reunificada.
La preservación de los documentos de la Stasi la motivó la destrucción de expedientes policiales por parte de sus propios funcionarios, práctica erradicada tras el allanamiento de su sede en Berlín. La aplicación del artículo 14 de la Ley Fundamental llevó al Gobierno alemán defender reclamaciones de propiedad por parte de aquellos ciudadanos que habían sido expropiados por el Gobierno de la RDA entre 1949 y 1989.
El 20 de septiembre de 1990, la Volkskammer aprobó la aplicación del Tratado de Unificación por 299 votos a favor y 81 en contra. Ese mismo día el Bundestag hizo otro tanto con 442 votos a favor y 50 en contra. Al día siguiente, el Bundesrat lo aprobó por unanimidad. El 29 de septiembre de 1990 se modificaron el preámbulo y el artículo 146 de la Ley Fundamental para señalar que la reunificación del país había finalizado. El artículo 23 fue retirado. En 1992 lo sustituyó uno referente a la Unión Europea.
Las siguientes son las cláusulas que debía aprobar el Gobierno de la RDA para unificarse con la RFA, de acuerdo con el artículo 23 de su Ley Fundamental, vigentes a partir del 3 de octubre de 1990:
- La Ley Fundamental entra en vigor en los nuevos estados de Brandeburgo, Mecklemburgo-Pomerania Occidental, Sajonia, Sajonia-Anhalt, Turingia y el este de Berlín. Tras concluir la adhesión de la RDA a la RFA, estos «estados federados» fueron creados mediante una reorganización político-administrativa aprobada por la Volkskammer durante la sesión del 22 de julio de 1990.[148]
- Berlín es la capital de la República Federal de Alemania.
- La Ley Fundamental es actualizada cada dos años desde la entrada en vigor de la reunificación.
- La Volkskammer envió 144 de sus diputados al Bundestag, en representación de los estados federados orientales.[149]
- Preservación de los archivos de la Stasi.[150] Los archivos fueron trasladados a la sede del Archivo Federal de Alemania y luego al Comisionado Federal para los Archivos de la Stasi en 1991.

Legalmente la reunificación alemana no constituyó una unión confederativa, sino la reintegración de Alemania Oriental bajo la jurisdicción de Alemania Occidental. La unión confederativa de dos Estados alemanes hubiera requerido la creación de una nueva Constitución, en vista de que la Ley Fundamental de Alemania habría perdido validez en virtud de su artículo 146.

#### Entrada en vigor

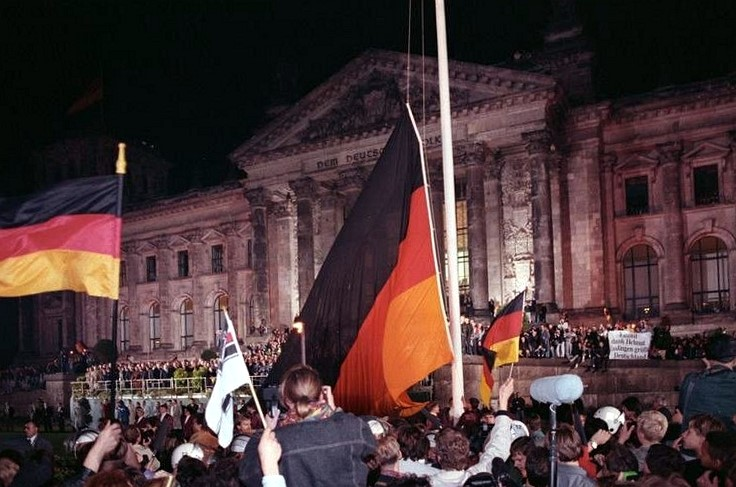
Izado de la bandera durante las celebraciones ante el edificio del Reichstag en Berlín

El 3 de octubre a la medianoche se proclamó frente al Reichstag la reunificación bajo el tañido de la Campana de la Libertad, el izado de la bandera nacional, el canto de la Deutschlandlied y la posterior lectura del artículo 23 de la Ley Fundamental por el presidente Richard von Weizsäcker. Luego siguió una exhibición de fuegos artificiales en todas las ciudades de Alemania.
El Tratado entró en vigor este día porque era la fecha más temprana posible para la conclusión de la reunificación. El Gobierno Federal de Alemania quería informarse sobre las resoluciones emitidas por la Conferencia sobre la Seguridad y la Cooperación en Europa para ministros de Relaciones Exteriores acerca del desenlace del Tratado Dos más Cuatro, celebrada el 2 de octubre de 1990.
En 1949 Bonn había sido declarada capital provisional de la RFA. Las deliberaciones del Bundestag tuvieron como consecuencia la aprobación de la «Resolución sobre la ciudad capital» el 20 de junio de 1991, donde se ordenó que las sedes del Parlamento —tanto la cámara baja o Bundestag como la cámara alta o Bundesrat— y del Gobierno Federal debían establecerse en Berlín. Los ministerios situaron sus oficinas tanto en Berlín como en Bonn, pero con su sede central en alguna de las dos ciudades.
El Tratado de Unificación decretó el 3 de octubre como Día de la Unidad Alemana. Antes de la reunificación se celebraba el 17 de junio, en conmemoración de la sublevación de 1953 en la RDA.

## Consecuencias

### Económicas
En el corto plazo, la convertibilidad de ambas monedas se presentaba ventajoso en la RDA, pues era posible adquirir productos hechos en la RFA por un menor precio. A principios de 1990, la tasa de cambio podía ser superior a 1:6 entre ambas divisas. Pese a que la tasa de cambio entre ambas monedas no seguía una relación 1:1, el marco de la RDA, al menos en términos de paridad de poder adquisitivo con respecto al marco alemán era similar. Sin embargo, al aplicar una tasa de cambio 1:1 entre ambas monedas, una canasta básica ajustada a los precios de la RFA reducía a un cuarto el poder adquisitivo del salario promedio de un trabajador en la RDA con respecto al previo a la reunificación.
Al implementar una paridad de salarios en las empresas de la RDA, se partió de que mantener los salarios bajos prolongaría el flujo migratorio hacia la RFA. Uno de los errores fue considerar que el recíproco de dicha premisa era verdadero, pues el aumento de los salarios no previno la migración a largo plazo. En cambio, aumentaron notablemente los gastos operativos y se revalorizaron las deudas de las empresas sin mejorar significativamente la productividad de estas. 
Finalmente, muchas empresas se declararon insolventes al no poder cancelar sus deudas. Como su productividad promedio era de un tercio con respecto a la RFA, se infiere que se necesitaban tres veces más recursos para la producción de una serie de artículos. Era posible evitar una oleada generalizada de empresas insolventes y despidos por medio de aumentos de sueldo graduales manteniendo la tasa de cambio 1:2 o implementando un área de libre comercio entre la RDA y la RFA, en vez de una unión monetaria.
Por otra parte, se esperaba que las privatizaciones acometidas por la Treuhandanstalt (THA) minimizarían la pérdida de puestos de trabajo y devolverían la administración de las empresas públicas de la RDA a sus propietarios legítimos (muchas de estas empresas habían sido expropiadas por el Gobierno germano oriental). Estas compañías constituían el 30 % del sector empresarial de la RDA, mientras que el restante 70 % correspondía a aquellas que fueron expropiadas por la Unión Soviética en 1948 y que pasaron a control estatal cuando se estableció la RDA en 1949. Sin embargo, estas no fueron sometidas a restituciones.
| Procedencia                                                                                              | Monto (en miles de millones de marcos alemanes) |
| --- | ----------------------------------------------- |
| Capital público de la RFA                                                                                | 570                                             |
| Fondos para la Unidad Alemana                                                                            | 75                                              |
| Asistencia familiar y domiciliaria                                                                       | 27                                              |
| Subsidios por desempleo y pensiones                                                                      | 140                                             |
| Beneficios brutos recibidos para el desarrollo de la seguridad social, seguro de desempleo e inversiones | 812                                             |
| Impuestos                                                                                                | -197                                            |
| Transferencias netas                                                                                     | 615                                             |

El desmantelamiento del sector público de la RDA por parte de la THA fue eficiente al saldar contratos con sociedades de la RFA del mismo sector económico. Pero eso no evitó la pérdida de empleos generada por despidos generalizados o por la quiebra de las empresas públicas de la RDA. Para 1992, el desempleo alcanzó el 15 % de la población activa de la RDA, lo cual significó la peor cifra de paro desde la Gran Depresión.
Lo más cuestionable de las operaciones de la THA fue la subestimación del capital humano despedido en el fragor de las negociaciones y que su financiación dependía del capital público de la RFA. Desde su creación en junio de 1990 hasta diciembre de 1994, cuando la THA cesó sus operaciones, los contratos liquidados por esta agencia amasaron una deuda de 260 000 a 270 000 millones de marcos alemanes.
El efecto combinado de la unión monetaria y las privatizaciones de la THA provocó un desmesurado aumento de la deuda pública de la RFA, pues ahora el Estado alemán debía subvencionar el desarrollo de la seguridad social en la RDA, asegurar las prestaciones sociales de los desempleados y asumir la renovación de la infraestructura y las vías de transporte de los cinco nuevos estados.

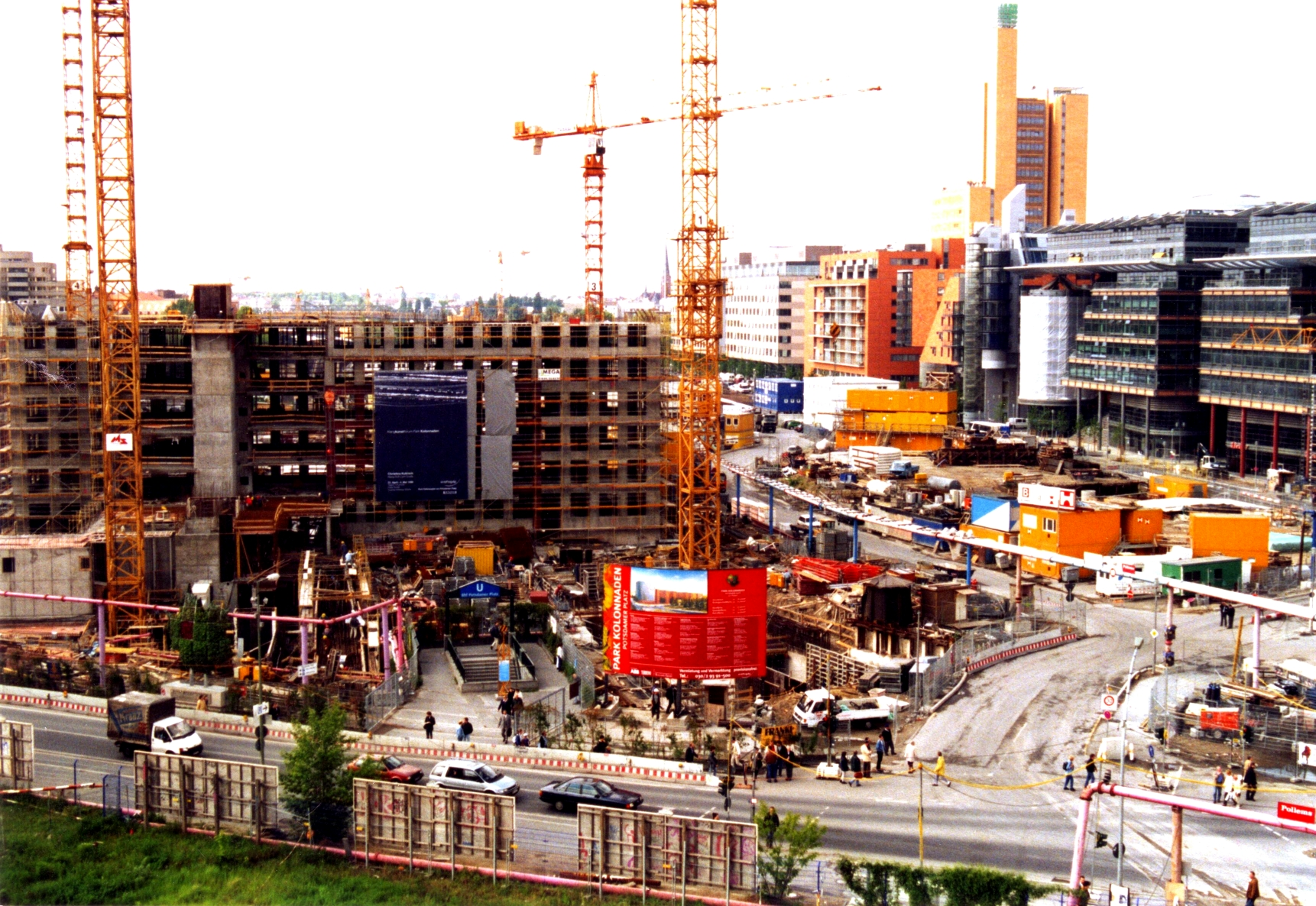
Reconstrucción de Potsdamer Platz, en el centro de Berlín. Las inversiones del Estado alemán en infraestructura fueron ingentes tras la reunificación.

Los estados occidentales transfirieron capitales a los de la antigua RDA para financiar las jubilaciones anticipadas a todos los trabajadores de 55 a 65 años y las compensaciones monetarias para las víctimas de la Segunda Guerra Mundial, estimadas entre 85 300 millones y 4,3 billones de marcos alemanes, respectivamente.
Para aminorar los costos que implicó el desarrollo de la antigua RDA, se implantó en 1991 un nuevo impuesto denominado «Recargo de Solidaridad». Este gravaba en un 3,75 % el impuesto sobre la renta, las ganancias de capital y los impuestos de sociedades. En 1995, este recargo fue elevado al 7,5 %; y desde 1998 se ha mantenido en un 5,5 %.
En la década de 1990, también se elevaron los impuestos sobre los combustibles fósiles, el tabaco y la seguros. Los gravámenes establecidos aumentaron del 0,28 % al 0,45 % y del 0,23 % al 0,3 % (para la gasolina y el gasóleo, respectivamente). Del 3,1 % al 4,2 % para los productos derivados del tabaco. Y del 7 % al 15 % para los precios de los contratos de seguro.

### Sociales
El aislamiento de la RFA de la RDA durante la Guerra Fría, sobre todo tras la construcción del Muro en 1961, fomentó la divergencia entre ambas idiosincrasias. La unidad alemana se centró en el establecimiento de una economía de mercado en lugar de una planificada y la abolición del sistema político anterior, como parte del Programa de los Diez Puntos. Sin embargo, la reintegración de ambos colectivos alemanes se ha obstaculizado. 

#### Identidad nacional de los alemanes orientales

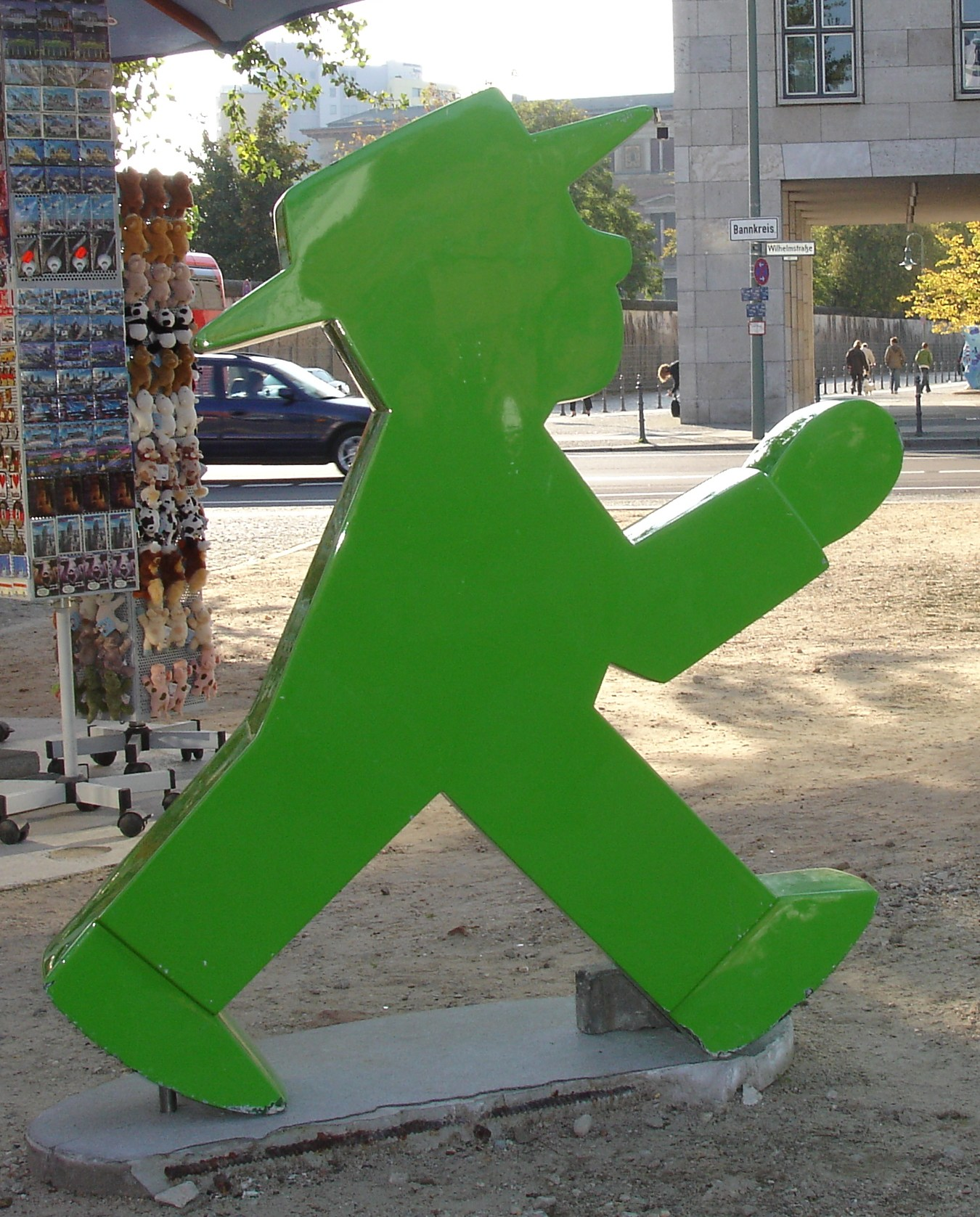
Una estatua dedicada al Ampelmann en el distrito Mitte, Berlín

Los alemanes occidentales, al favorecer los modelos económicos y políticos aplicados en los países del primer mundo, mantenían una imagen negativa de la RDA. En particular, criticaban la carencia de libertades individuales y la economía de escasez. Sin embargo, los ciudadanos de la RFA mostraban simpatía hacia los habitantes de la RDA, considerándolos en muchos aspectos similares. Esa percepción se tomó en cuenta en el proceso de reunificación, contrastando con las diferencias que manifestarían luego unos respecto de los otros.
La asunción en la RDA de la identidad nacional alemana existía antes de los eventos de 1989. Desde entonces, el sentido de identidad nacional ha aumentado debido al fin de la dicotomía entre ambas sociedades. Los alemanes orientales manifiestan una marcada identidad nacional frente a los extranjeros, sin importar demasiado la región a que pertenecen. En algunos casos se identifican también como europeos o ciudadanos del mundo. En este contexto, la identidad nacional se refiere al sentido de pertenencia a una nación, sin que exista afinidad alguna con ideologías nacionalistas o de extrema derecha.
El progresivo asentamiento de las condiciones de vida de la RFA en la RDA fue una de las prioridades de la reunificación. Se estableció así la identidad social germano occidental como un grupo de referencia al que los ciudadanos de la RDA debían asimilarse. Sin embargo, los ossis se reconocen como «ciudadanos de segunda clase» debido al desempleo en el este de Alemania, la inferioridad de los salarios con respecto al oeste, el menosprecio de los logros de su Estado en seguridad social, educación y deportes y que el proceso de reunificación velaba por los intereses de la economía y del bienestar de los estados federados occidentales. Lo anterior generó que los alemanes orientales enfatizaran y preservaran su propia identidad nacional frente a los alemanes occidentales.
El entendimiento entre ambas identidades sociales se encauzaría por medio del diálogo. Pero la separación y el enfrentamiento ideológico a que se vieron sometidas y el enfoque del proceso de reunificación han ocasionado que la conciliación entre ambos colectivos se prolongue.
Desde la década de 1990, los alemanes orientales se mostraron nostálgicos por el estilo de vida en la RDA, lo que derivó en un sentimiento colectivo marginal conocido como Ostalgie. Este comportamiento se atribuye a la escasa identificación con los valores implantados por Alemania Occidental y, en menor medida, por el desempleo, la disminución del desarrollo económico en los estados federados del este de Alemania y las falsas expectativas sobre la implantación de un Estado de bienestar similar al de la antigua RDA. Sin embargo, también es vinculante a la poca identificación que existe entre un amplio sector de los alemanes orientales con respecto a la sociedad occidental.
La creciente identificación de los alemanes orientales con su propia identidad nacional ha resultado positiva para la difusión de algunos productos que se comercializaban en la RDA (como la Vita Cola) y de íconos culturales como el programa de televisión infantil Sandmännchen y los Ampelmännchen.

#### Aumento de la xenofobia en la antigua RDA

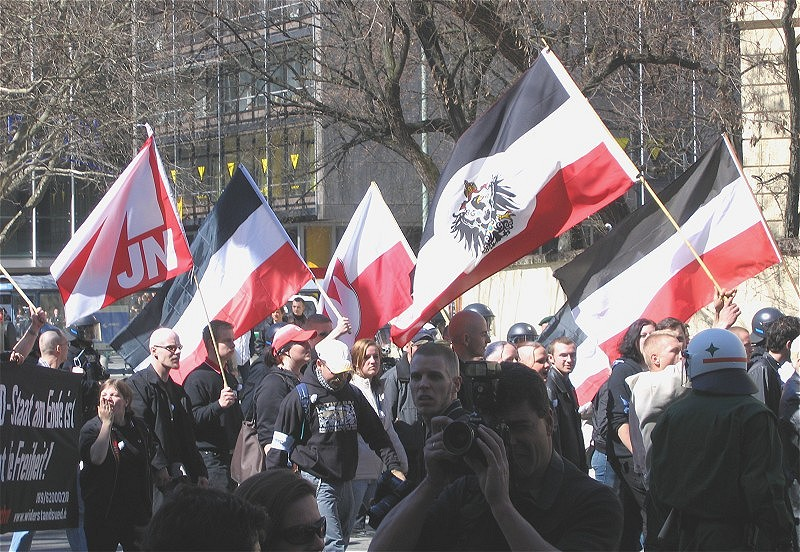
Seguidores del neonazi Partido Nacionaldemócrata de Alemania en Múnich

Tras la reunificación se han registrado en las áreas de la antigua RDA, y especialmente entre los jóvenes, brotes xenófobos que no solo han acarreado discriminación hacia los inmigrantes, sino también más agresiones en su contra que en el resto del país.
A principios de la década de 1990, un amplio sector de la población de los estados federados orientales opinaba que el Estado alemán debía solventar efectivamente las dificultades que afectaban a los alemanes orientales (tales como el elevado porcentaje de desocupados y el incremento del costo de vida con respecto al oeste de Alemania) antes de permitir el establecimiento de inmigrantes en el este de Alemania. Se les acusaba de «vivir a expensas del Estado», «generar una escasez de viviendas» y «arrebatar los empleos a los alemanes».
De este modo, el arraigo de las conductas xenófobas en la RDA provenía en parte de su sensible situación económica. En particular, la progresiva disminución de los subsidios estatales y el lento crecimiento determinó una alta tasa de desempleo.
A su vez, el adoctrinamiento del individuo por medio de la educación y la propaganda y la preservación de una sociedad homogénea fueron claves para la consolidación del socialismo en la RDA. La formación de cada individuo era competencia del Estado. Esta implicaba la adaptación a una sociedad socialista, que se conseguía impidiendo el desarrollo de una personalidad individual y fomentando la disciplina, sumisión y el sentido de pertenencia de un individuo a una colectividad uniforme y homogénea (basada en el ideal marxista de la sociedad sin clases) desde la infancia.
Así, la presencia de extranjeros alteraba el orden y la homogeneidad sociales. En consecuencia, el establecimiento de inmigrantes, en su mayoría provenientes de otros países socialistas, estaba restringido por el Estado. La convivencia en una sociedad homogénea hizo que los alemanes orientales fueran poco receptivos a la presencia de extranjeros, lo cual explica la aparición de actitudes xenófobas hacia ellos.

#### El papel de la mujer
El reencuentro de ambas sociedades puso de relieve el mayor protagonismo de la mujer en las familias se la RDA. Dado que los ideólogos marxistas afirmaban que el patriarcado era propio de las economías capitalistas y que no era posible la fundación de una sociedad socialista sin la participación de la mujer, el SED favoreció su inserción social. 
Desde la década de 1950 se facilitó su acceso a la educación y al mercado laboral, y se ofrecieron subvenciones por maternidad. El trabajo daba a las mujeres en la RDA cierta independencia económica y solventaba las necesidades de sus familias. En la RFA, las mujeres (en particular, las feministas) opinaban, sin embargo, que el Estado germano oriental permitía la doble explotación de las trabajadoras, puesto que también tenían que atender los quehaceres de sus hogares.
A principios de la década de 1990, las mujeres de la RDA se vieron afectadas porque la formación y experiencia laboral anterior no cumplían con las exigencias de los puestos de trabajo análogos en las empresas germano occidentales (ya para entonces, los consorcios de la RFA habían adquirido el 70 % de las empresas germano orientales). En el mercado laboral de Alemania Occidental, la demanda de personal femenino se restringía al comercio minorista y a la hostelería. Eso contribuyó al desempleo de la población femenina activa de la antigua RDA, pues en su mayoría habían adquirido experiencia laboral en el sector industrial. 
El personal femenino con edades de entre 50 y 60 años fue despedido o jubilado forzosamente, mientras que a las más jóvenes se les ofrecía empleo a tiempo parcial. Sin embargo, el porcentaje de desempleadas en los estados federados occidentales y orientales ha ido convergiendo. En 2008 el desempleo alcanzaba el 7,4 % y el 14,5 % de la población femenina activa del oeste y oriente de Alemania, respectivamente. Eso representa un enorme avance desde 1998, cuando el desempleo afectaba al 56 % de la población femenina activa en la antigua RDA, mientras que en la antigua RFA apenas llegaba al 42 %.

### Políticas
El respaldo y garantía al proceso de reunificación y las promesas de mejorar la situación económica en Alemania dieron al partido de Kohl, la CDU, la victoria en las elecciones federales de 1990, por detrás del SPD liderado por Oskar Lafontaine, el Partido Liberal Democrático liderado por Hans-Dietrich Genscher, el Partido del Socialismo Democrático liderado por Gregor Gysi y la coalición Alianza 90/Los Verdes. 
En particular, ni los socialdemócratas ni los verdes se mostraron entusiastas ante la idea de apoyar el proceso de reunificación llevado a cabo por el Gobierno de Kohl. La coalición Alianza 90/Los Verdes no se unió con el Partido Verde de la RDA porque estos últimos sí secundaban la reunificación. Alianza 90 y Los Verdes de la RDA obtuvieron el 6 % de los votos de los estados federados orientales, mientras que los Verdes de la RFA lograron solo el 4,8 % en toda Alemania. En últimas, se quedaron sin escaños en el Bundestag por no superar el umbral electoral del 5 % del sistema electoral alemán.
En las elecciones federales de 1994 y 1998, el apoyo a la CDU disminuyó en vista de la ineficacia de la política económica del proceso de reunificación. En estos comicios el SPD se perfiló como el partido que velaría por los intereses de los alemanes orientales tras la reunificación, ocupando escaños en los parlamentos regionales de los estados federados orientales.
En los primeros años de la década de 1990, la política exterior alemana se centró más en el desarrollo y planificación de la integración europea que en el cumplimiento de sus obligaciones como miembro de la OTAN en intervenciones militares. La existencia de una Alemania unificada reintegrada a la Comunidad Económica Europea favoreció las negociaciones entre Francia y Alemania por la creación de la Unión Europea y el establecimiento del euro como moneda única, que culminó con la firma del Tratado de Maastricht en febrero de 1992.
La coyuntura geopolítica de aquella época también fue beneficiosa para el país y le ayudó a consolidar su liderazgo en todo el continente europeo. Además de la ya citada reunificación alemana se produjeron la caída de tres países que podrían haber hecho un efecto de contraponer: las disoluciones de la URSS, de Checoslovaquia y de Yugoslavia llenaron el continente de pequeños países sobre los que Alemania tenía preponderancia.

### Demográficas
| Estado federado                   | 1990 (en miles) | 2008 (en miles) |
| --------------------------------- | --------------- | --------------- |
| Berlín                            | 3434            | 3432            |
| Brandeburgo                       | 2578            | 2522            |
| Mecklemburgo-Pomerania Occidental | 1924            | 1664            |
| Sajonia                           | 4764            | 4193            |
| Sajonia-Anhalt                    | 2874            | 2382            |
| Turingia                          | 2611            | 2268            |

Aun cuando el descenso demográfico ya era visible antes de los cambios sociopolíticos en la RDA de 1989, este se ha agudizado después de la reunificación alemana. Desde 1990 las regiones con baja renta familiar per cápita y altos índices de desempleo se han mostrado proclives a un declive demográfico progresivo. 
Solo los estados de Brandeburgo y Sajonia han atenuado sus tasas de decrecimiento poblacional por la influencia de las zonas metropolitanas de Berlín y Leipzig-Dresde, respectivamente. Estas gozan aún de un desarrollo económico considerable.
Las pocas oportunidades de empleo en los estados federados orientales ha ocasionado la partida de buena parte de la población femenina activa al oeste de Alemania. En la antigua RDA, el desequilibrio de género promedio es de 90 mujeres por 100 hombres.
El saldo migratorio negativo en los estados federados orientales (estimado en 1,1 millones de habitantes en el período 1991-2008) y el envejecimiento de la pirámide de población son otras de las consecuencias demográficas en la antigua RDA tras la reunificación. Además, el declive demográfico de ciertas regiones industrializadas del Este, como la cordillera del Harz y la Suiza sajona, ha permitido la repoblación del lince y el lobo europeo.

## Documentales
- "Catastroika" (2012) de los creadores de Debtocracy, es proyecto de financiación colectiva con Licencias Creative Commons que analiza la privatización de los activos del estado en diferentes procesos históricos: República Democrática Alemana, ex-Unión Soviética, Gran Bretaña, Francia, Grecia, etc.